# Гуренки
Гуренки — деревня в Белохолуницком районе Кировской области. Административный центр Гуренского сельского поселения.

## География
Находится на расстоянии примерно 8 километров по прямой на юго-запад от районного центра города Белая Холуница.

## История
Известна с 1678 года, когда в ней было учтено 3 двора. В 1710 году 2 двора и 12 жителей. В 1764 году отмечено 59 жителей, в 1873 году дворов 30 и жителей 231, в 1905 40 и 305 соответственно, в 1926 58 и 330. В 1950 42 двора и 143 жителя, в 1989 году 422 постоянных жителя.

## Население
Постоянное население  составляло 351 человек (русские 91%) в 2002 году, 278 в 2010.